# Якупово (Куюргазинський район)
Яку́пово (рос. Якупово, башк. Яҡуп) — село у складі Куюргазинського району Башкортостану, Росія. Входить до складу Якшимбетовської сільської ради.
Населення — 322 особи (2010; 386 в 2002).
Національний склад:
- башкири — 96%

## Відомі люди
У селі проживав і працював Герой Радянського Союзу Кужаков Мурат Галлямович.